# Bodegraven-Reeuwijk
Bodegraven-Reeuwijk es un municipio en el oeste de Países Bajos, en la provincia de Holanda Meridional. Fue establecida por la fusión de Bodegraven y Reeuwijk el 1 de enero de 2011. El municipio tiene 88.61 km² (del que 12.41 km² es agua). Tuvo una población de 32,772 en abril de 2011.